# Tom Mison
Thomas James "Tom" Mison (Woking, Surrey, Inglaterra; 23 de julio de 1982) es un actor y escritor británico, más conocido por su trabajo en el estreno europeo de la novela de Andrew Bovell When the Rain Stops Falling en el Almeida Theatre y por interpretar a Ichabod Crane en la serie de televisión estadounidense Sleepy Hollow.

## Biografía
Mison se crio en el área metropolitana de Londres, en la ciudad de Woking, Surrey, y más tarde estudió en la Webber Douglas Academy of Dramatic Art.
En 2014 Tom se casó con su novia, la actriz Charlotte Coy.

### Carrera
En 2008 Mison y su amigo Rupert Friend filmaron el corto The Continuing and Lamentable Saga of the Suicide Brothers, que él escribió y en el que ambos interpretan a los personajes del título, con Keira Knightley como el hada. La película fue estrenada en Londres en junio de 2009.
En la pantalla pequeña, se le conoce por aparecer en The Amazing Mrs Pritchard (2006), Secret Diary of a Call Girl (2007), Lost in Austen (2008) y Parade's End (2012).
En 2013, fue elegido como protagonista en la serie de FOX Sleepy Hollow, interpretando a Ichabod Crane.
En 2019 aparece en la serie de HBO Watchmen, en el papel del Sr. Phillips, una serie de clones que sirven a Adrian Veidt / Ozymandias.

## Filmografía

### Cine
| Año  | Título                                                       | Papel                 | Notas                    |
| ---- | ------------------------------------------------------------ | --------------------- | ------------------------ |
| 2005 | A Waste of Shame: The Mystery of Shakespeare and His Sonnets | Joven Blood           | Película para televisión |
| 2005 | Mysterious Island                                            | Blake                 | Película para televisión |
| 2006 | L'Entente cordiale                                           | Niels                 |                          |
| 2006 | Venus                                                        |                       |                          |
| 2006 | Heroes and Villains                                          | Nathan                |                          |
| 2008 | Out There                                                    | Jean-Luc              | Corto                    |
| 2009 | The Continuing and Lamentable Saga of the Suicide Brothers   | Barath                | Cortometraje             |
| 2010 | Steve                                                        | Hombre                | Cortometraje             |
| 2011 | One Day                                                      | Callum                |                          |
| 2012 | Salmon Fishing in the Yemen                                  | Capitán Robert Mayers |                          |
| 2013 | Jadoo                                                        | Mark                  |                          |

### Televisión
| Año         | Título                      | Papel           | Notas                          |
| ----------- | --------------------------- | --------------- | ------------------------------ |
| 2006        | The Amazing Mrs Pritchard   | Ben Sixsmith    | 4 episodios                    |
| 2007        | Secret Diary of a Call Girl | Daniel          | 1 episodio                     |
| 2008        | Lost in Austen              | Charles Bingley | 4 episodios                    |
| 2008        | Agatha Christie's Poirot    | David Baker     | Episodio: "Third Girl"         |
| 2009        | Lewis                       | Dorian Crane    | Episodio: "Allegory of Love"   |
| 2010        | New Tricks                  | Tim Mortimer    | Episodio: "It Smells of Books" |
| 2012        | Parade's End                | Potty Perowne   | 4 episodios                    |
| 2013 - 2017 | Sleepy Hollow               | Ichabod Crane   | Papel principal                |
| 2019        | Watchmen                    | Mr. Phillips    |                                |

### Teatro
| Año  | Título                      | Papel                  | Notas                  |
| ---- | --------------------------- | ---------------------- | ---------------------- |
| 2004 | Hamlet                      | Fortinbras             | Old Vic Theatre        |
| 2006 | Les Enfants du Paradis      | Frederick              | Arcola Theatre         |
| 2008 | The Living Unknown Soldier  |                        | Arcola Theatre         |
| 2008 | Hedda                       | George Tesman          | Gate Theatre           |
| 2009 | When the Rain Stops Falling | Gabriel                | Almeida Theatre        |
| 2010 | Posh                        | James Leighton-Masters | Royal Court Theatre    |
| 2010 | Elektra                     | Orestes                | Young Vic Theatre      |
| 2011 | Henry IV Parte I y II       | Príncipe Hal           | Theatre Royal Bath     |
| 2012 | Posh                        | James Leighton-Masters | Duke of York's Theatre |